# Podimo
Podimo es un servicio de suscripción danés para entretenimiento en audio y video, que ofrece contenido original, exclusivo y sin publicidad. Además, cuenta con una amplia colección de audiolibros y canales RSS de todo el mundo, accesibles a través de su aplicación.
Podimo comparte una parte de sus ingresos con todos los creadores, ya sea que sus contenidos sean exclusivos para la plataforma o estén disponibles en otros lugares a través de canales RSS abiertos. De este modo, los creadores de podcasts pueden centrarse en su trabajo creativo.
Los suscriptores de Podimo tienen acceso exclusivo a contenido que no se encuentra en otras plataformas. En los Países Bajos, esto incluye podcasts de creadores como Jaap Reesema, Sander Schimmelpenninck, Monica Geuze, Kaj Gorgels, Dionne Slagter (OnneDi), Alexander Klöpping, Ernst-Jan Pfauth y Domien Verschuren.
Podimo ofrece contenido en el idioma local y está disponible actualmente en los Países Bajos, Dinamarca, Noruega, Alemania, España, Finlandia y América Latina.